# Federico Pizarro
Federico Pizarro-Suárez Merino (Ciudad de México, 2 de diciembre de 1971) es un torero mexicano.

## Novillero y alternativa
Inició como novillero el 8 de abril de 1990 en la plaza de Apizaco en el Estado de Tlaxcala alternando Mario del Olmo, Mario Varela, Alejandro Ferrer y Alfredo Zamora. Realizó su primera presentación en la Monumental Plaza de Toros México el 16 de junio de 1991 lideando al novillo Vanidoso de la ganadería De Santiago; esa tarde alternó con Jorge Mora y Alfredo Delgado “el Conde”.  El 13 de octubre de 1991 fue ganador del Estoque de Plata. 
Tomó su alternativa en la plaza de Juriquilla en el estado de Querétaro el 27 de noviembre de 1993. Su primer toro fue Cazador de la ganadería de Fernando de la Mora, su padrino fue Pedro Gutiérrez Moya “el Niño de la Capea” y su testigo Jorge Gutiérrez. Los mismos toreros estuvieron presentes en su tarde de confirmación en la Plaza México, la cual ocurrió el 25 de diciembre de 1994; en esa ocasión su primer toro fue Azulejo de la ganadería de Javier Garfias.

## Trayectoria como torero
El 26 de marzo de 1995 le cortó las orejas y rabo al toro Consentido en la ganadería de Xajay en la Plaza México. Se presentó por primera ocasión en Francia el 13 de septiembre de 1997 enfrentando al toro Sandunguero de la ganadería de Baltasar Ibán. Alternó con Richard Millian, Rui Bento Vasques, Dinastía, Rafael Gastañeta y Antonio Ferrera. 
Ha toreado más de quinientas corridas combinando su carrera taurina con algunas incursiones al ambiente artístico de la televisión mexicana. Uno de sus papeles más representativos fue el de Pedro Valladolid hijo, en la telenovela "Barrera de amor" en 2005, donde comparte créditos con Yadhira Carrillo, Pedro Armendariz, Farah Abud, entre otros.